# Municipio de Mifflin (condado de Columbia)
El municipio de Mifflin (en inglés: Mifflin Township) es un municipio ubicado en el condado de Columbia en el estado estadounidense de Pensilvania. En el año 2000 tenía una población de 2251 habitantes y una densidad poblacional de 45,3 personas por km².

## Geografía
El municipio de Mifflin se encuentra ubicado en las coordenadas 41°02′00″N 76°15′59″O / 41.03333, -76.26639.

## Demografía
Según la Oficina del Censo en 2000 los ingresos medios por hogar en la localidad eran de $37 083 y los ingresos medios por familia eran de $41 439. Los hombres tenían unos ingresos medios de $31 097 frente a los $21 213 para las mujeres. La renta per cápita de la localidad era de $17 844. Alrededor del 4,8% de la población estaba por debajo del umbral de pobreza.